# Peh
Ne doit pas être confondu avec la lettre latine m culbuté à long fût ‹ ɰ ›.
Cette page contient des caractères spéciaux ou non latins. S’ils s’affichent mal (▯, ?, etc.), consultez la page d’aide Unicode.
Peh (également beh), պէ ou պե en arménien ([pʼɛ] ou [bɛ]), est la 26e lettre de l'alphabet arménien.

## Linguistique
Peh est utilisé pour représenter le son de :
- en arménien classique, le son [p];
- en arménien oriental, ([pʼ] ;
- en arménien occidental, ([b].

Dans la norme ISO 9985, la lettre est translittérée par « p ».

## Représentation informatique
- Unicode[1] :
  - Capitale Պ : U+054A
  - Minuscule պ : U+057A